# Val-d'Isère
Val-d'Isère (o Val d'Isère) es una comuna francesa situada en el departamento de Saboya, en la región de Auvernia-Ródano-Alpes.

## Geografía
Val-d'Isère es sede una famosa estación de esquí a tan solo 5 kilómetros de la frontera con Italia. Se encuentra en el extremo del parque nacional de la Vanoise, en pleno corazón de los Alpes. 
La pista de esquí Face de Bellavarde fue el escenario de las competiciones masculinas de esquí alpino en los Juegos Olímpicos de Albertville 1992. Además, Val-d'Isère fue la sede del Campeonato Mundial de Esquí Alpino del año 2009. Es también sede habitual de eventos de la Copa del Mundo de esquí alpino.

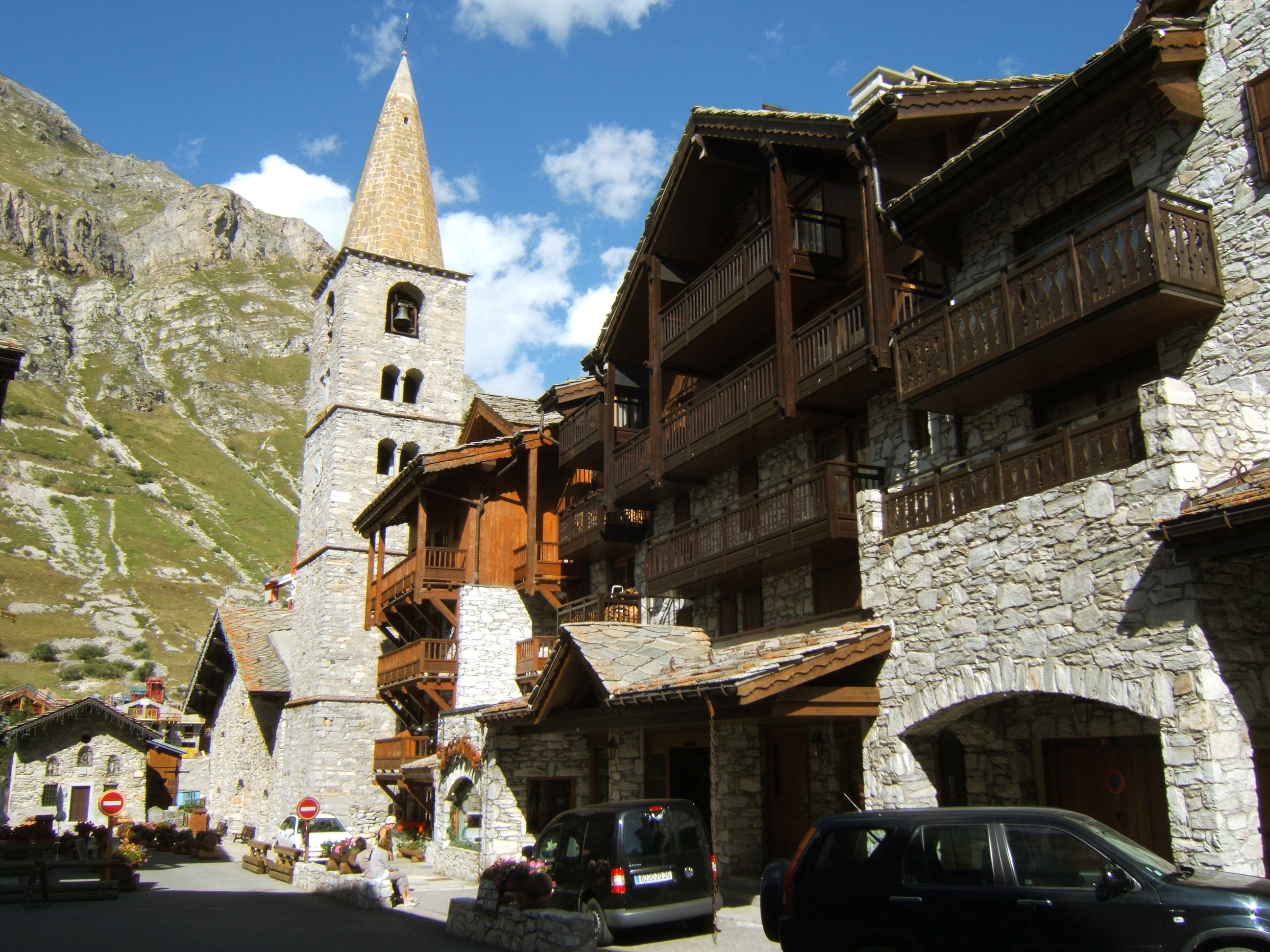
El Chemin du Chervet con la Iglesia San Bernardo

## Historia
Los primeros asentamientos humanos del valle datan de épocas anteriores a la Antigua Roma. El pueblo recibió los derechos de parroquia en 1637, y la iglesia parroquial, que todavía puede visitarse actualmente en el centro de la localidad, fue construida en 1664. Desde los años 1930 el esquí es la principal actividad del pueblo.

## Demografía
| 1015 | 1413 | 1344 | 1637 | 1701 | 1632 | 1732 | 1563 | 1583 | 1583 |
| Para los censos de 1962 a 1999 la población legal corresponde a la población sin duplicidades (Fuente: INSEE [Consultar]) |      |      |      |      |      |      |      |      |      |

## Estación de esquí

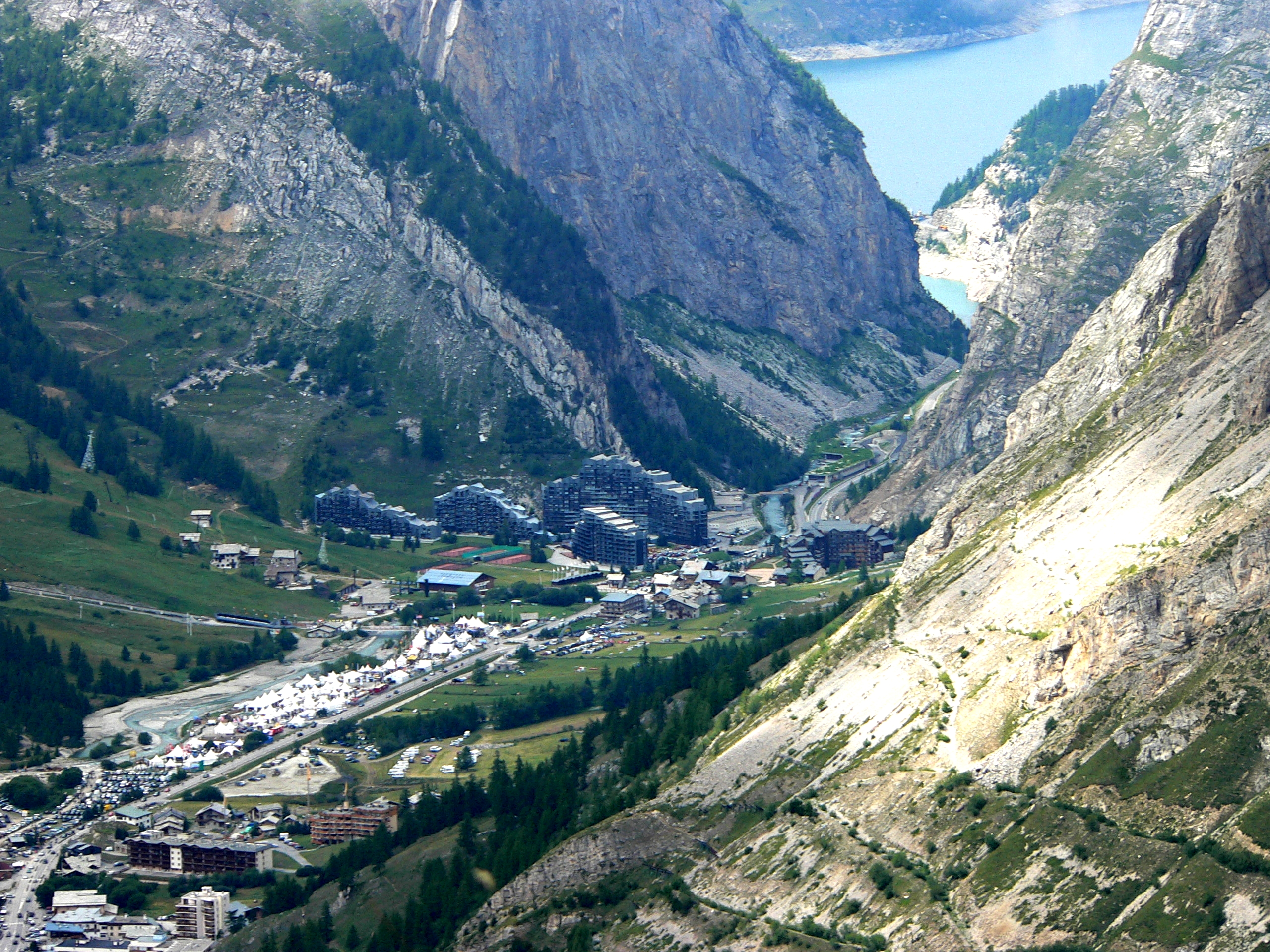
Vista de la base de la estación de esquí en verano.

Val-d'Isère se encuentra ubicada en una de las zonas de esquí más populares en Europa. Junto a su localidad vecina de Tignes forma parte del llamado Espacio Killy, llamado así por el esquiador francés Jean-Claude Killy, y se autotitula como "La zona de esquí más bonita del mundo". Aparte de la belleza del lugar, la zona es uno de los espacios de esquí más extensos del mundo.
El esquí en Val-d'Isère se remonta a los años 1930, cuando se construyó un elevador en las laderas del monte Solaise. A este elevador siguió la instalación de un teleférico.
El Glaciar de Pissaillas hace posible el esquí también en verano, aunque en los últimos tiempos se ha restringido la temporada estival debido a la reducción del glaciar como consecuencia de la subida de temperaturas producida por el cambio climático.[cita requerida] Las pistas de esquí están equipadas con cañones de nieve y un gran número de telesillas, además del funicular que conecta la zona de La Daille con la cima del Bellavarde.
Gran parte de los esquiadores que hacen uso de la estación proceden de las zonas orientales de Francia, así como de otros países como Italia, Suiza o Alemania, debido a la popularidad y la cercanía a la frontera francesa. La economía de la localidad depende claramente de la actividad de la estación, con un alto protagonismo del sector terciario.

## Deporte
El nombre de Val-d'Isere es principalmente reconocible por la estación de esquí de la localidad y por las pruebas de esquí alpino celebradas en ella, pero la localidad también ha tenido alguna presencia en la prueba ciclista conocida como Tour de Francia.

### Esquí alpino

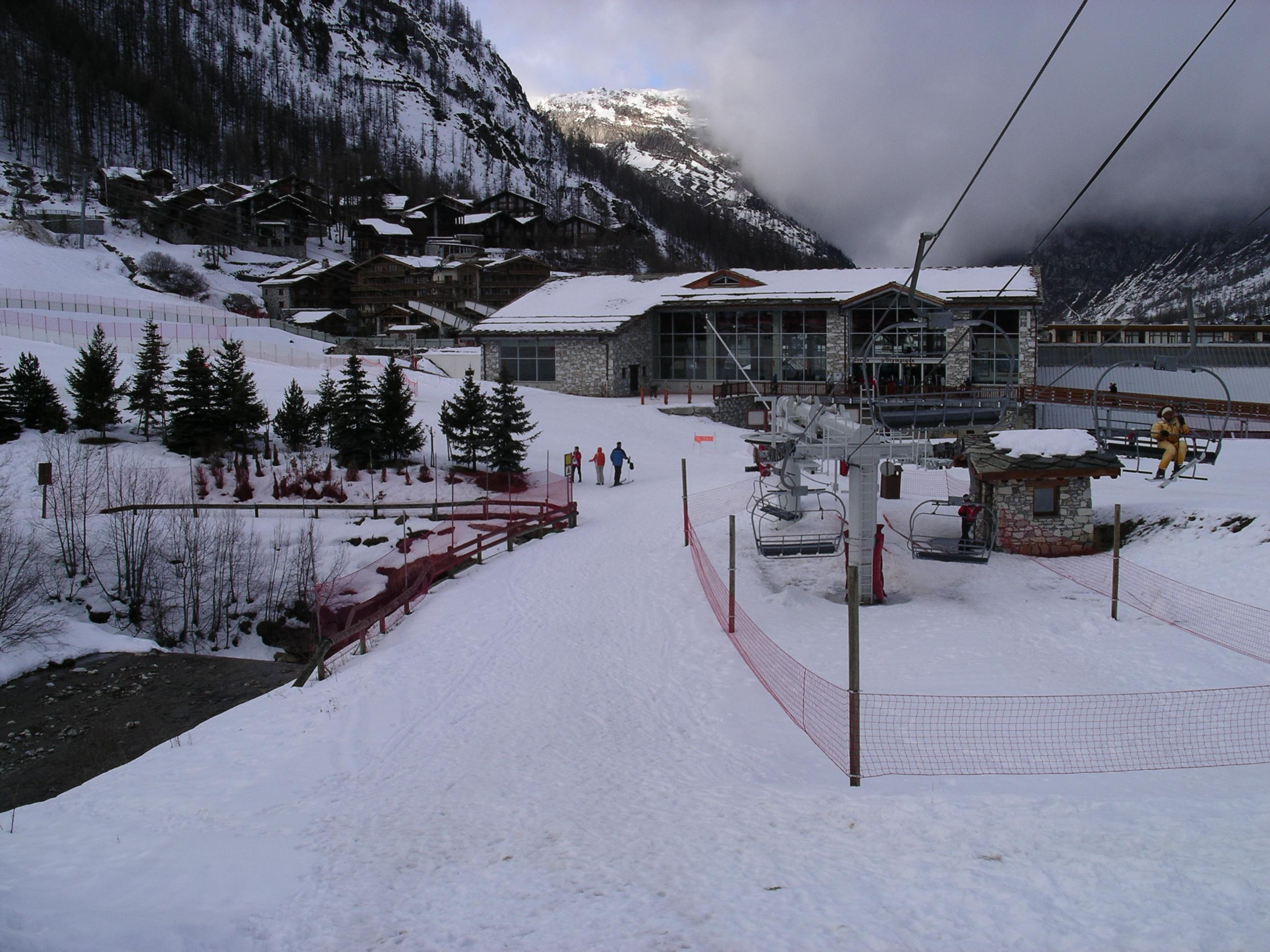
Estación de esquí en Val-d'Isère

Val-d'Isere acogió el evento de esquí alpino masculino de los Juegos Olímpicos de Invierno de 1992, con la excepción del eslalon, que se disputó en Les Menuires. Las medallas de oro fueron para el austriaco Patrick Ortlieb en el descenso, el noruego Kjetil André Aamodt en el súper G, el italiano Alberto Tomba en el slalon gigante, y el italiano Josef Polig en el combinado. Los juegos se desarrollaron en el departamento de Saboya, con sede central en la localidad de Albertville.
La localidad fue la sede del Campeonato Mundial de Esquí Alpino de 2009, en el que participaron 73 países de la Federación Internacional de Esquí. El equipo de Suiza se impuso en le medallero, con un total de seis medallas. La estadounidense Lindsey Vonn fue la esquiadora con más triunfos, ganando dos medallas de oro, en el descenso y el súper-G.
Val-d'Isere es también sede habitual de la Copa del Mundo de Esquí Alpino, competición anual que se disputa en varias estaciones a lo largo de una temporada.

### Tour de Francia
Los desniveles y los buenos accesos al pueblo y la estación hacen que Val-d'Isère haya sido incluido en algunos recorridos de la prueba ciclista del Tour de Francia.
En el Tour de Francia de 1963, la 16.ª etapa salió de Grenoble y llegó a Val-d'Isère, con el español Fernando Manzaneque como vencedor de la misma. La etapa siguiente del mismo año partió de la localidad hacia Chamonix.
En el año 1996 fue la meta de una contrarreloj individual (8.ª etapa) con comienzo en Bourg-Saint-Maurice, en la que se impuso el ruso Eugeni Berzin.
La 9.ª etapa del Tour de Francia 2007 tuvo como salida la estación de Val-d'Isère, con meta en la ciudad de Briançon.
En 2019 estaba previsto que pasara por la localidad camino de Tignes, pero la etapa fue interrumpida debida al mal tiempo y los ciclistas pernoctaron en Val-d'Isère.